# Physoconops bahamensis
Physoconops bahamensis är en tvåvingeart som beskrevs av Michael J. Parsons 1940. Physoconops bahamensis ingår i släktet Physoconops och familjen stekelflugor.
Artens utbredningsområde är Bahamas. Inga underarter finns listade i Catalogue of Life.